# Technicolor (physique)
Pour les articles homonymes, voir Technicolor.
Les théories technicolor sont des modèles de physique au-delà du modèle standard qui traitent de la brisure de la symétrie de jauge électrofaible, le mécanisme par lequel les bosons W et Z acquièrent des masses. Les premières théories technicolor étaient basées sur la chromodynamique quantique (QCD), la théorie de la « couleur » de l'interaction nucléaire forte, qui a inspiré leur nom.
Au lieu d'introduire les bosons de Higgs élémentaires pour expliquer les phénomènes observés, les modèles technicolor ont été introduits pour générer dynamiquement les masses des bosons W et Z grâce à de nouvelles interactions de jauge. Bien qu'asymptotiquement libres à très haute énergie, ces interactions doivent devenir fortes et confinantes (et donc inobservables) à des énergies plus basses, qui ont été expérimentalement sondées. Cette approche dynamique est naturelle et évite les problèmes de trivialité quantique et de hiérarchie du modèle standard.
Cependant, depuis la découverte du boson de Higgs au Grand collisionneur de hadrons du CERN en 2012, les modèles originaux sont largement écartés. Néanmoins, il demeure possible que le boson de Higgs soit un état composite. Pour produire les masses des quarks et des leptons, les modèles de Higgs technicolor ou composites doivent être « étendus » par des interactions de jauge supplémentaires. En particulier, lorsqu'il est modélisé par la CDQ, le technicolor étendu a été mis à l'épreuve par les contraintes expérimentales liées au courant neutre à changement de saveur et aux mesures électrofaibles de précision. Les extensions spécifiques de la dynamique des particules pour les bosons de Higgs technicolor ou composites sont inconnues.
Une grande partie de la recherche sur le technicolor se concentre sur l'exploration de théories de jauge à interactions fortes autres que la CDQ, afin de contourner certains de ces défis. Un cadre particulièrement actif est le technicolor « ambulant », qui présente un comportement quasi conforme causé par un point fixe infrarouge d'intensité juste supérieure à celle nécessaire à la brisure spontanée de la symétrie chirale. La possibilité d'une marche et d'un accord avec des mesures électrofaibles de précision est étudiée par des simulations de réseau non perturbatives.
Des expériences menées au Grand collisionneur de hadrons ont permis de découvrir le mécanisme responsable de la brisure de symétrie électrofaible, à savoir le boson de Higgs, dont la masse est d'environ 125 GeV/c² ; une telle particule n'est pas prédite de manière générique par les modèles technicolor. Cependant, le boson de Higgs pourrait être un état composite, par exemple constitué de quarks top et anti-top, comme dans la théorie de Bardeen-Hill-Lindner. Les modèles composites de Higgs sont généralement résolus par le point fixe infrarouge du quark top et peuvent nécessiter une nouvelle dynamique à des énergies extrêmement élevées, comme topcolor.

## Introduction
Le mécanisme de brisure de la symétrie de jauge électrofaible dans le Modèle standard des interactions des particules élémentaires demeure inconnu. Cette brisure doit être spontanée, ce qui signifie que la théorie sous-jacente manifeste exactement la symétrie (les champs des bosons de jauge sont sans masse dans les équations du mouvement), contrairement aux solutions (l'état fondamental et les états excités). En particulier, les bosons de jauge physiques W et Z deviennent massifs. Ce phénomène, dans lequel les bosons W et Z acquièrent également un état de polarisation supplémentaire, est appelé « mécanisme de Higgs ». Malgré la concordance précise de la théorie électrofaible avec l'expérience aux énergies accessibles jusqu'à présent, les ingrédients nécessaires à la brisure de la symétrie restent cachés et restent à découvrir à des énergies plus élevées.
Le mécanisme le plus simple de brisure de la symétrie électrofaible introduit un champ complexe unique et prédit l'existence du boson de Higgs. Typiquement, le boson de Higgs est « non naturel » au sens où les fluctuations de la mécanique quantique produisent des corrections de sa masse qui l'élèvent à des valeurs si élevées qu'il ne peut plus jouer le rôle pour lequel il a été introduit. À moins que le Modèle standard ne s'effondre à des énergies inférieures à quelques TeV, la masse du Higgs ne peut être maintenue faible que par un réglage fin et précis des paramètres.
technicolor contourne ce problème en supposant une nouvelle interaction de jauge couplée à de nouveaux fermions sans masse. Cette interaction est asymptotiquement libre à très haute énergie et devient forte et confinante lorsque l'énergie décroît jusqu'à l'échelle électrofaible de 246 GeV. Ces forces fortes brisent spontanément les symétries chirales des fermions sans masse, dont certaines sont faiblement jaugées dans le Modèle standard. Il s'agit de la version dynamique du mécanisme de Higgs. La symétrie de jauge électrofaible est ainsi brisée, produisant des masses pour les bosons W et Z.
La nouvelle interaction forte conduit à une multitude de nouvelles particules composites à courte durée de vie, à des énergies accessibles au Grand collisionneur de hadrons (LHC). Ce cadre est naturel car il n'existe pas de bosons de Higgs élémentaires et, par conséquent, aucun réglage fin des paramètres. Les masses des quarks et des leptons brisent également les symétries de jauge électrofaibles ; elles doivent donc, elles aussi, apparaître spontanément. Un mécanisme permettant d'intégrer cette caractéristique est connu sous le nom de technicolor étendu. Le technicolor et le technicolor étendu sont confrontés à un certain nombre de défis phénoménologiques, notamment ceux liés aux courants neutres à changement de saveur, aux tests électrofaibles de précision et à la masse du quark top. Les modèles technicolor ne prédisent pas non plus de manière générique des bosons de type Higgs aussi légers que 125 GeV/c² ; une telle particule a été découverte lors d'expériences au Grand collisionneur de hadrons en 2012. Certaines de ces questions peuvent être abordées grâce à une classe de théories appelées « technicolor ambulant ».

## Technicolor primitif
technicolor est le nom donné à la théorie de la brisure de symétrie électrofaible par de nouvelles interactions de jauge fortes, dont l'échelle d'énergie caractéristique ΛTC est l'échelle faible elle-même, ΛTC ≈ FEW ≡ 246 GeV . Le principe directeur du technicolor est le « naturel » : les phénomènes physiques fondamentaux ne devraient pas nécessiter de réglage fin des paramètres du lagrangien qui les décrit. Ce qui constitue un réglage fin est dans une certaine mesure subjectif, mais une théorie utilisant des particules scalaires élémentaires est généralement très finement réglée (sauf si elle est supersymétrique). La divergence quadratique de la masse du scalaire nécessite des ajustements d'une partie de {\displaystyle {\mathcal {O}}\left({\frac {M_{\mathrm {bare} }^{2}}{M_{\mathrm {physical} }^{2}}}\right)}, où Mbare bare est la limite de la théorie, l'échelle d'énergie à laquelle la théorie change de manière essentielle. Dans le modèle électrofaible standard avec Mbare ~ 1015 GeV (échelle de masse de grande unification) et avec la masse du boson de Higgs Mphysical = 100–500 GeV, la masse est ajustée à au moins une partie de 1025.
En revanche, une théorie naturelle de la brisure de symétrie électrofaible est une théorie de jauge asymptotiquement libre avec des fermions comme seuls champs de matière. Le groupe de jauge technicolor GTC est souvent supposé être SU(NTC). Par analogie avec la chromodynamique quantique (QCD), on suppose qu'il existe un ou plusieurs doublets de « technifermions » de Dirac sans masse se transformant vectoriellement sous la même représentation complexe de GTC, {\displaystyle T_{i\,\mathrm {L,R} }=(U_{i},D_{i})_{\mathrm {L,R} }\,,{\text{  for }}i=1,2,...,{\tfrac {1}{2}}N_{\mathrm {f} }}. Il existe donc une symétrie chirale de ces fermions, par exemple SU(Nf)L ⊗ SU(Nf)R, s'ils se transforment tous selon la même représentation complexe de GTC. Poursuivant l'analogie avec la QCD, le couplage de jauge mobile αTC(μ) déclenche une brisure spontanée de symétrie chirale, les technifermions acquièrent une masse dynamique et un certain nombre de bosons de Goldstone sans masse apparaissent. Si les technifermions se transforment sous [SU(2) ⊗ U(1)]EW  en doublets gauchers et en singulets droitiers, trois combinaisons linéaires de ces bosons de Goldstone se couplent à trois des courants de jauge électrofaibles.
En 1973, Jackiw et Johnson et Cornwall et Norton ont étudié la possibilité qu'une interaction de jauge (non vectorielle) de fermions puisse se briser elle-même ; c'est-à-dire qu'elle soit suffisamment forte pour former un boson de Goldstone couplé au courant de jauge. À l'aide de modèles de jauge abéliens, ils ont montré que, si un tel boson de Goldstone se forme, il est « englouti » par le mécanisme de Higgs, devenant la composante longitudinale du boson de jauge désormais massif. Techniquement, la fonction de polarisation Π(p2) apparaissant dans le propagateur du boson de jauge,
{\displaystyle \Delta _{\mu \nu }={\frac {\left[{\frac {p_{\mu }p_{\nu }}{p^{2}}}-g_{\mu \nu }\right]}{~p^{2}\left[1-g^{2}\Pi \left(p^{2}\right)\right]~}}}
développe un pôle à p2 = 0 avec le résidu F2, le carré de la constante de désintégration du boson de Goldstone, et le boson de jauge acquiert une masse M ≈ g F . En 1973, Weinstein a montré que les bosons de Goldstone composites dont les fermions constitutifs se transforment de manière « standard » sous SU(2) ⊗ U(1) génèrent les masses des bosons faibles
{\displaystyle (1)\qquad M_{\mathrm {W^{\pm }} }={\frac {1}{2}}g\,F_{\mathrm {EW} }\quad {\text{ and }}\quad M_{\mathrm {Z} }={\frac {1}{2}}{\sqrt {g^{2}+{g'}^{2}}}F_{\mathrm {EW} }\equiv {\frac {M_{\mathrm {W} }}{\cos \theta _{\mathrm {W} }}}.}
Cette relation du modèle standard est obtenue avec des bosons de Higgs élémentaires dans des doublets électrofaibles ; elle est vérifiée expérimentalement à moins de 1 %. Ici, g et g' sont des couplages de jauge SU(2) et U(1) et {\displaystyle \tan \theta _{\mathrm {W} }={\frac {g'}{g}}} définit l'angle de mélange faible.
L'idée importante d'une nouvelle interaction de jauge forte de fermions sans masse à l'échelle électrofaible FEW entraînant la rupture spontanée de sa symétrie chirale globale, dont un sous-groupe SU(2) ⊗ U(1) est faiblement calibré, a été proposée pour la première fois en 1979 par Weinberg. Ce mécanisme « technicolor » est naturel dans la mesure où aucun réglage fin des paramètres n'est nécessaire.

## Technicolor étendu
Les bosons de Higgs élémentaires remplissent une autre fonction importante. Dans le Modèle standard, les quarks et les leptons sont nécessairement sans masse car ils se transforment sous SU(2) ⊗ U(1) en doublets gauches et en singulets droitiers. Le doublet de Higgs se couple à ces fermions. Lorsqu'il développe sa valeur moyenne du vide, il transmet cette brisure électrofaible aux quarks et aux leptons, leur donnant leurs masses observées. (En général, les fermions à état propre électrofaible ne sont pas des états propres de masse ; ce processus induit donc également les matrices de mélange observées dans les interactions faibles à courant chargé.)
En technicolor, un autre élément doit générer les masses des quarks et des leptons. La seule possibilité naturelle, évitant l'introduction de scalaires élémentaires, est d'élargir le GTC pour permettre aux technifermions de se coupler aux quarks et aux leptons. Ce couplage est induit par les bosons de jauge du groupe élargi. L'image est donc qu'il existe un grand groupe de jauge « technicolor étendu » (ETC) GETC ⊃ GTC dans lequel les technifermions, les quarks et les leptons vivent dans les mêmes représentations. À une ou plusieurs échelles élevées ΛETC, GETC est décomposé en GTC, et les quarks et les leptons émergent comme les fermions TC-singulet. Lorsque αTC(μ) devient fort à l'échelle ΛTC ≈ FEW, le condensat fermionique {\displaystyle \langle {\bar {T}}T\rangle _{\text{TC}}\approx 4\pi F_{\text{EW}}^{3}} se forme. (Le condensat est la valeur d'espérance mathématique du vide du technifermion bilinéaire {\displaystyle {\bar {T}}T}. L'estimation ici est basée sur une analyse dimensionnelle naïve du condensat de quarks en QCD, qui devrait être correcte à un ordre de grandeur près.) Ensuite, les transitions {\displaystyle q_{\text{L}}(\mathrm {or} \,\,\ell _{\text{L}})\rightarrow T_{\text{L}}\rightarrow T_{\text{R}}\rightarrow q_{\text{R}}\,(\mathrm {or} \,\,\ell _{\text{R}})} peuvent se dérouler à travers la masse dynamique du technifermion par l'émission et la réabsorption de Les bosons ETC dont les masses METC ≈ gETC ΛETC sont bien supérieures à ΛTC. Les quarks et les leptons développent des masses données approximativement par
{\displaystyle (2)\qquad m_{q,\ell }(M_{\text{ETC}})\approx {\frac {g_{\text{ETC}}^{2}\langle {\bar {T}}T\rangle _{\text{ETC}}}{M_{\text{ETC}}^{2}}}\approx {\frac {4\pi F_{\text{EW}}^{3}}{\Lambda _{\text{ETC}}^{2}}}\,.}
Ici, {\displaystyle \langle {\bar {T}}T\rangle _{\text{ETC}}} est le condensat de technifermion renormalisé à l'échelle de masse du boson ETC,
{\displaystyle (3)\qquad \langle {\bar {T}}T\rangle _{\text{ETC}}=\exp {\left(\int _{\Lambda _{\text{TC}}}^{M_{\text{ETC}}}{\frac {d\mu }{\mu }}\gamma _{m}(\mu )\right)}\,\langle {\bar {T}}T\rangle _{\text{TC}}\,,}
où γm(μ) est la dimension anormale du technifermion bilinéaire {\displaystyle {\bar {T}}T} à l'échelle μ. La deuxième estimation de l'équation (2) dépend de l'hypothèse que, comme cela se produit en QCD, αTC(μ) devient faible peu au-dessus de ΛTC, de sorte que la dimension anormale γm de {\displaystyle {\bar {T}}T} y est petite. Le technicolor étendu a été introduit en 1979 par Dimopoulos et Susskind, et par Eichten et Lane. Pour un quark de masse mq ≈ 1 GeV, et avec ΛTC ≈ 246 GeV, on estime ΛETC ≈ 15 TeV. Par conséquent, en supposant que {\displaystyle g_{\text{ETC}}^{2}\gtrsim 1}, METC sera au moins aussi grand.
Outre la proposition ETC pour les masses des quarks et des leptons, Eichten et Lane ont observé que la taille des représentations ETC nécessaires pour générer toutes les masses des quarks et des leptons suggère qu'il y aura plus d'un doublet électrofaible de technifermions. Si tel est le cas, il y aura plus de symétries chirales (spontanément brisées) et donc plus de bosons de Goldstone que ce qui est consommé par le mécanisme de Higgs. Ceux-ci doivent acquérir une masse du fait que les symétries chirales supplémentaires sont également explicitement brisées, par les interactions du modèle standard et les interactions ETC. Ces « pseudo-bosons de Goldstone » sont appelés technipions, πT. Une application du théorème de Dashen donne la contribution des ETC à leur masse
{\displaystyle (4)\qquad F_{\text{EW}}^{2}M_{\pi T}^{2}\approx {\frac {g_{\text{ETC}}^{2}\langle {\bar {T}}T{\bar {T}}T\rangle _{\text{ETC}}}{M_{\text{ETC}}^{2}}}\approx {\frac {16\pi ^{2}F_{EW}^{6}}{\Lambda _{\text{ETC}}^{2}}}\,.}
La deuxième approximation de l'équation (4) suppose que {\displaystyle \langle {\bar {T}}T{\bar {T}}T\rangle _{ETC}\approx \langle {\bar {T}}T\rangle _{ETC}^{2}}. Pour FEW ≈ ΛTC ≈ 246 GeV et ΛETC ≈ 15 TeV, cette contribution à MπT est d'environ 50 GeV. Puisque les interactions ETC génèrent {\displaystyle m_{q,\ell }} et le couplage des technipions aux paires de quarks et de leptons, on s'attend à ce que les couplages soient de type Higgs ; c'est-à-dire à peu près proportionnels aux masses des quarks et des leptons. Cela signifie que les technipions devraient se désintégrer principalement en paires {\displaystyle {\bar {q}}q} and {\displaystyle {\bar {\ell }}\ell } les plus lourdes possibles.
La restriction la plus importante du cadre ETC pour la génération de masse des quarks est peut-être que les interactions ETC sont susceptibles d'induire des processus de courant neutre changeant de saveur tels que μ → e + γ,  KL → μ + e, et {\displaystyle \left|\,\operatorname {\Delta } S\,\right|=2{\text{  et  }}\left|\,\operatorname {\Delta } B'\,\right|=2} interactions qui induisent un mélange de {\displaystyle {\text{K}}^{0}\leftrightarrow {\bar {\text{K}}}^{0}} et {\displaystyle {\text{B}}^{0}\leftrightarrow {\bar {\text{B}}}^{0}}. La raison est que l'algèbre des courants ETC impliqués dans la génération {\displaystyle m_{q,\ell }} implique des courants ETC {\displaystyle {\bar {q}}q^{\prime }} et {\displaystyle {\bar {\ell }}\ell ^{\prime }} qui, lorsqu'ils sont écrits en termes d'états propres de masse de fermion, n'ont aucune raison de conserver la saveur. La contrainte la plus forte vient de l'exigence que les interactions ETC médiant le mélange {\displaystyle {\text{K}}\leftrightarrow {\bar {\text{K}}}} contribuent moins que le modèle standard. Cela implique un ΛETC effectif supérieur à 1000 TeV. Le ΛETC réel peut être quelque peu réduit si des facteurs d'angle de mélange de type CKM sont présents. Si ces interactions violent CP, comme elles le pourraient bien, la contrainte du paramètre ε est que le ΛETC effectif soit supérieur à 104 TeV. De telles échelles de masse ETC impliquent des masses de quarks et de leptons minuscules et des contributions d'ETC à MπT de quelques GeV au maximum, ce qui est en contradiction avec les recherches de πT au niveau Z0 par le LEP.
Le technicolor étendu est une proposition très ambitieuse, exigeant que les masses et les angles de mélange des quarks et des leptons proviennent d'interactions accessibles expérimentalement. Si un modèle performant existait, il permettrait non seulement de prédire les masses et les mélanges des quarks et des leptons (et des technipions), mais aussi d'expliquer l'existence de trois familles de chacun : ce sont celles qui correspondent aux représentations ETC de  q, {\displaystyle \ell }, et T. Il n'est pas surprenant que la construction d'un modèle performant se soit avérée très difficile.

## Technicolor ambulant
Comme les masses des quarks et des leptons sont proportionnelles au condensat bilinéaire du technifermion divisé par le carré de l'échelle de masse d'ETC, leurs valeurs minuscules peuvent être évitées si le condensat est amplifié au-delà de l'estimation αTC faible dans l'équation {\displaystyle \langle {\bar {T}}T\rangle _{\text{ETC}}\approx \langle {\bar {T}}T\rangle _{\text{TC}}\approx 4\pi F_{\text{EW}}^{3}}.
Au cours des années 1980, plusieurs mécanismes dynamiques ont été développés à cette fin. En 1981, Holdom a suggéré que, si l'αTC(μ) évolue vers un point fixe non trivial dans l'ultraviolet, avec une grande dimension anormale positive γm pour {\displaystyle {\bar {T}}T}, des masses réalistes de quarks et de leptons pourraient apparaître avec ΛETC suffisamment grand pour supprimer le mélange {\displaystyle K\leftrightarrow {\bar {K}}} induit par ETC. Cependant, aucun exemple de point fixe non trivial dans l'ultraviolet dans une théorie de jauge à quatre dimensions n'a été construit. En 1985, Holdom a analysé une théorie technicolor dans laquelle un αTC(μ) « variant lentement » était envisagé. Son objectif était de séparer les échelles de brisure chirale et de confinement, mais il a également noté qu'une telle théorie pourrait améliorer {\displaystyle \langle {\bar {T}}T\rangle _{\text{ETC}}} et ainsi permettre d'élever l'échelle ETC. En 1986, Akiba et Yanagida ont également envisagé d'améliorer les masses des quarks et des leptons, en supposant simplement que αTC est constant et fort jusqu'à l'échelle ETC. La même année, Yamawaki, Bando et Matumoto ont de nouveau imaginé un point fixe ultraviolet dans une théorie non asymptotiquement libre afin d'améliorer le condensat de technifermions.
En 1986, Appelquist, Karabali et Wijewardhana ont discuté de l'amélioration des masses de fermions dans une théorie technicolor asymptotiquement libre avec un couplage de jauge lent, ou « ambulant ». La lenteur résultait de l'effet d'écran d'un grand nombre de technifermions, l'analyse étant réalisée par la théorie des perturbations à deux boucles. En 1987, Appelquist et Wijewardhana ont approfondi ce scénario de marche. Ils ont étendu l'analyse à trois boucles, ont constaté que la marche peut conduire à une exaltation en loi de puissance du condensat de technifermions et ont estimé les masses résultantes des quarks, des leptons et des technipions. L'exaltation du condensat résulte de la diminution lente, approximativement linéaire, de la masse du technifermion associé en fonction de son échelle de renormalisation. Ceci correspond à la dimension anormale γm du condensat dans l'équation (3) approchant l'unité (voir ci-dessous).
Dans les années 1990, l'idée que la marche est naturellement décrite par des théories de jauge asymptotiquement libres dominées dans l'infrarouge par un point fixe approximatif est apparue plus clairement. Contrairement à la proposition spéculative de points fixes ultraviolets, l'existence de points fixes dans l'infrarouge est connue dans les théories asymptotiquement libres. Ces points apparaissent à deux boucles de la fonction bêta, à condition que le nombre de fermions Nf soit suffisamment grand. Ceci est connu depuis le premier calcul à deux boucles par Caswell en 1974. Si Nf est proche de la valeur {\displaystyle {\hat {N}}_{\text{f}}} pour laquelle la liberté asymptotique est perdue, le point fixe infrarouge résultant est faible, d'ordre paramétrique {\displaystyle {\hat {N}}_{\text{f}}-N_{\text{f}}}, et accessible de manière fiable en théorie des perturbations. Cette limite de couplage faible a été explorée par Banks et Zaks en 1982.
Le couplage à point fixe αIR devient plus fort lorsque Nf est réduit de {\displaystyle {\hat {N}}_{\text{f}}}. En dessous d'une valeur critique Nfc, le couplage devient suffisamment fort (> αχ SB) pour briser spontanément la symétrie chirale des technifermions sans masse. Comme l'analyse doit généralement aller au-delà de la théorie des perturbations à deux boucles, la définition du couplage courant αTC(μ), sa valeur à point fixe αIR et la force αχ SB nécessaire à la rupture de la symétrie chirale dépendent du schéma de renormalisation particulier adopté. Pour {\displaystyle 0<{\frac {\alpha _{\text{IR}}-\alpha _{\chi {\text{SB}}}}{\alpha _{\text{IR}}}}\ll 1}; autrement dit, pour une valeur de Nf juste inférieure à Nfc, l'évolution de αTC(μ) est gouvernée par le point fixe infrarouge et évolue lentement (marche) sur une plage d'impulsions supérieure à l'échelle de brisure ΛTC. Pour surmonter la suppression par {\displaystyle M_{ETC}^{2}} des masses des quarks de première et deuxième générations impliqués dans le mélange {\displaystyle K\leftrightarrow {\bar {K}}}, cette plage doit s'étendre presque jusqu'à leur échelle ETC, de {\displaystyle {\mathcal {O}}(10^{3}{\hbox{ TeV}})}. Cohen et Georgi ont avancé que γm = 1 est le signal d'une brisure spontanée de symétrie chirale, c'est-à-dire que γm(αχ SB) = 1. Par conséquent, dans la région de marche-αTC, γm ≈ 1 et, d'après les équations (2) et (3), les masses des quarks légers sont approximativement augmentées de {\displaystyle {\frac {M_{\text{ETC}}}{\Lambda _{\text{TC}}}}}.
L'idée que αTC(μ) marche sur une large plage d'impulsions lorsque αIR se situe juste au-dessus de αχ SB a été suggérée par Lane et Ramana. Ils ont élaboré un modèle explicite, analysé la marche qui s'ensuit et l'ont utilisé dans leur analyse de la phénoménologie de la marche en technicolor aux collisionneurs de hadrons. Cette idée a été développée en détail par Appelquist, Terning et Wijewardhana. En combinant un calcul perturbatif du point fixe infrarouge avec une approximation de ααχ SB basée sur l'équation de Schwinger–Dyson, ils ont estimé la valeur critique Nfc et exploré la physique électrofaible résultante. Depuis les années 1990, la plupart des discussions sur le technicolor marchant s'inscrivent dans le cadre de théories supposées dominées dans l'infrarouge par un point fixe approximatif. Différents modèles ont été explorés, certains utilisant les technifermions dans la représentation fondamentale du groupe de jauge, d'autres employant des représentations plus élevées.
La possibilité que le condensat technicolor puisse être amélioré au-delà de ce qui est évoqué dans la littérature sur le technicolor marchant a également été récemment envisagée par Luty et Okui sous le nom de « technicolor conforme ». Ils envisagent un point fixe stable dans l'infrarouge, mais avec une dimension anormale très importante pour l'opérateur {\displaystyle {\bar {T}}T}. Il reste à voir si cela peut être réalisé, par exemple, dans la classe de théories actuellement examinées à l’aide de techniques de réseau.

## Masse du quark top
L'amélioration décrite ci-dessus pour le technicolor ambulant pourrait ne pas suffire à générer la masse mesurée du quark top, même pour une échelle ETC aussi faible que quelques TeV. Cependant, ce problème pourrait être résolu si le couplage effectif à quatre technifermions résultant de l'échange de bosons de jauge ETC est fort et ajusté juste au-dessus d'une valeur critique. L'analyse de cette possibilité d'ETC fort est celle d'un modèle Nambu–Jona–Lasinio avec une interaction de jauge supplémentaire (technicolor). Les masses des technifermions sont faibles par rapport à l'échelle ETC (le seuil de la théorie effective), mais presque constantes jusqu'à cette échelle, ce qui conduit à une masse importante du quark top. Aucune théorie ETC totalement réaliste pour toutes les masses de quarks n'a encore été développée intégrant ces idées. Une étude connexe a été menée par Miransky et Yamawaki. Le problème de cette approche est qu'elle implique un certain degré d'ajustement fin des paramètres, en contradiction avec le principe directeur de naturalité du technicolor.
Un vaste ensemble de travaux étroitement liés, dans lesquels le Higgs est un état composite, composé de quarks top et d'anti-top, est constitué du condensat de quarks top, des modèles topcolor et technicolor assisté par topcolor, dans lesquels de nouvelles interactions fortes sont attribuées au quark top et à d'autres fermions de troisième génération.

## Technicolor sur le réseau
La théorie de jauge sur réseau est une méthode non perturbative applicable aux théories technicolor à interactions fortes, permettant l'exploration des principes fondamentaux de la marche et de la dynamique conforme. En 2007, Catterall et Sannino ont utilisé la théorie de jauge sur réseau pour étudier les théories de jauge SU(2) avec deux variantes de fermions de Dirac dans la représentation symétrique, trouvant des preuves de conformité confirmées par des études ultérieures.
En 2010, la situation de la théorie de jauge SU(3) avec des fermions dans la représentation fondamentale n'est pas aussi claire. En 2007, Appelquist, Fleming et Neil ont rapporté des preuves selon lesquelles un point fixe infrarouge non trivial se développe dans de telles théories lorsqu'il y a douze saveurs, mais pas lorsqu'il y en a huit. Si certaines études ultérieures ont confirmé ces résultats, d'autres ont abouti à des conclusions différentes, selon les méthodes de réseau utilisées, et il n'existe pas encore de consensus.
D'autres études de réseau explorant ces questions, ainsi que l'étude des conséquences de ces théories pour des mesures électrofaibles de précision, sont en cours par plusieurs groupes de recherche.

## Phénoménologie technicolor
Tout cadre de physique au-delà du Modèle Standard doit être conforme aux mesures précises des paramètres électrofaibles. Ses conséquences pour la physique des collisionneurs de hadrons de haute énergie actuels et futurs, ainsi que pour la matière noire de l'Univers, doivent également être explorées.

### Tests électrofaibles de précision
En 1990, les paramètres phénoménologiques S, T, and U ont été introduits par Peskin et Takeuchi pour quantifier les contributions aux corrections radiatives électrofaibles issues de la physique au-delà du Modèle Standard. Leur relation avec les paramètres du lagrangien chiral électrofaible est simple. L'analyse de Peskin-Takeuchi s'appuyait sur le formalisme général des corrections radiatives faibles développé par Kennedy, Lynn, Peskin et Stuart, et d'autres formulations existent également.
Les paramètres S, T, and U décrivent les corrections apportées aux propagateurs de bosons de jauge électrofaibles issues de la physique au-delà du modèle standard. Elles peuvent être écrites en termes de fonctions de polarisation des courants électrofaibles et de leur représentation spectrale comme suit :
{\displaystyle {\begin{aligned}(5)\qquad S&=16\pi {\frac {d}{dq^{2}}}\left[\Pi _{33}^{\mathbf {new} }(q^{2})-\Pi _{3Q}^{\mathbf {new} }(q^{2})\right]_{q^{2}=0}\\&=4\pi \int {\frac {dm^{2}}{m^{4}}}\left[\sigma _{V}^{3}(m^{2})-\sigma _{A}^{3}(m^{2})\right]^{\mathbf {new} };\\\\(6)\qquad T&={\frac {16\pi }{M_{Z}^{2}\sin ^{2}2\theta _{W}}}\;\left[\Pi _{11}^{\mathbf {new} }(0)-\Pi _{33}^{\mathbf {new} }(0)\right]\\&={\frac {4\pi }{M_{Z}^{2}\sin ^{2}2\theta _{W}}}\int _{0}^{\infty }{\frac {dm^{2}}{m^{2}}}\left[\sigma _{V}^{1}(m^{2})+\sigma _{A}^{1}(m^{2})-\sigma _{V}^{3}(m^{2})-\sigma _{A}^{3}(m^{2})\right]^{\mathbf {new} },\end{aligned}}}
où seule la nouvelle physique, au-delà du modèle standard, est incluse. Les quantités sont calculées par rapport à un Modèle Standard minimal avec une masse de référence choisie du boson de Higgs, comprise entre la limite inférieure expérimentale de 117 GeV et 1 000 GeV, où sa largeur devient très grande. Pour que ces paramètres décrivent les corrections dominantes du Modèle Standard, l'échelle de masse de la nouvelle physique doit être bien supérieure à MW et MZ, et le couplage des quarks et des leptons aux nouvelles particules doit être supprimé par rapport à leur couplage aux bosons de jauge. C'est le cas avec le technicolor, tant que les mésons technicecteurs les plus légers, ρT et aT, sont plus lourds que 200–300 GeV. Le paramètre S est sensible à toute nouvelle physique à l'échelle du TeV, tandis que T est une mesure des effets de brisure d'isospin faible. Le paramètre U n'est généralement pas utile ; La plupart des théories de la nouvelle physique, y compris les théories technicolor, y contribuent de manière négligeable.
Les paramètres S et T sont déterminés par ajustement global aux données expérimentales, notamment les données du pôle Z du LEP au CERN, les mesures du quark top et de la masse W au Fermilab, ainsi que les niveaux mesurés de violation de la parité atomique. Les limites résultantes de ces paramètres sont données dans la Revue des propriétés des particules. En supposant U = 0, les paramètres S et T sont faibles et, en fait, cohérents avec zéro :
{\displaystyle (7)\qquad {\begin{aligned}S&=-0.04\pm 0.09\,(-0.07),\\T&=0.02\pm 0.09\,(+0.09),\end{aligned}}}
où la valeur centrale correspond à une masse de Higgs de 117 GeV et où la correction de cette valeur centrale lorsque la masse de Higgs est portée à 300 GeV est indiquée entre parenthèses. Ces valeurs imposent des restrictions strictes aux théories hors modèle standard, lorsque les corrections correspondantes peuvent être calculées de manière fiable.
Le paramètre S estimé dans les théories technicolor de type QCD est significativement supérieur à la valeur admise expérimentalement. Le calcul a été effectué en supposant que l'intégrale spectrale de S est dominée par les résonances ρT et aT les plus légères, ou en mettant à l'échelle les paramètres lagrangiens effectifs issus de la QCD. Cependant, en technicolor ambulant, la physique à l'échelle du TeV et au-delà doit être très différente de celle des théories de type QCD. En particulier, les fonctions spectrales vectorielles et axiales-vectorielles ne peuvent être dominées uniquement par les résonances les plus basses. On ignore si les contributions d'énergie supérieure à {\displaystyle \sigma _{\text{V,A}}^{3}} constituent une tour d'états ρT et aT identifiables ou un continuum lisse. Il a été supposé que les partenaires ρT et aT pourraient être plus proches de la dégénérescence dans les théories de la marche (doublement approximatif de la parité), réduisant ainsi leur contribution à S. Des calculs sur réseau sont en cours ou prévus pour tester ces idées et obtenir des estimations fiables de S dans les théories de la marche.
La restriction du paramètre T pose un problème pour la génération de la masse du quark top dans le cadre ETC. L'augmentation due à la marche peut permettre à l'échelle ETC associée d'atteindre quelques TeV, mais – les interactions ETC devant fortement briser l'isospin faible pour permettre une importante séparation de masse haut-bas – la contribution au paramètre T, ainsi que le taux de désintégration {\displaystyle \mathrm {Z^{0}\rightarrow {\bar {b}}b} }, pourraient être trop importants.

### Phénoménologie des collisionneurs de hadrons
Les premières études supposaient généralement l'existence d'un seul doublet électrofaible de technifermions, ou d'une techni-famille comprenant un doublet de techniquarks triplet de couleur et un doublet de technileptons singulet de couleur (quatre doublets électrofaibles au total). Le nombre ND de doublets électrofaibles détermine la constante de désintégration F nécessaire pour produire l'échelle électrofaible correcte, car F = FEW⁄√ND   = 246 GeV⁄√ND  . Dans le modèle minimal à un doublet, trois bosons de Goldstone (technipions, πT) ont une constante de désintégration F = FEW = 246 GeV et sont absorbés par les bosons de jauge électrofaibles. Le signal de collisionneur le plus accessible est la production par annihilation {\displaystyle {\bar {q}}q} dans un collisionneur de hadrons de spin un {\displaystyle \mathrm {\rho } _{\text{T}}^{\pm ,0}}, et leur désintégration ultérieure en une paire de bosons faibles polarisés longitudinalement, {\displaystyle \mathrm {W} _{\text{LP}}^{\pm }\mathrm {Z} _{\text{LP}}^{0}} et {\displaystyle \mathrm {W} _{\text{LP}}^{+}\mathrm {W} _{\text{LP}}^{-}}. Avec une masse attendue de 1,5 à 2,0 TeV et une largeur de 300 à 400 GeV, de tels ρT seraient difficiles à découvrir au LHC. Un modèle mono-famille comporte un grand nombre de technipions physiques, avec F = FEW⁄√4   = 123 GeV. Il existe un ensemble de technivecteurs couleur-singulet et octet de masse correspondante plus faible se désintégrant en paires de technipions. Les πT devraient se désintégrer en paires de quarks et de leptons les plus lourdes possibles. Malgré leurs masses plus faibles, les ρT sont plus larges que dans le modèle minimal et les bruits de fond des désintégrations πT sont probablement insurmontables dans un collisionneur de hadrons.
Ce tableau a changé avec l'avènement du technicolor ambulant. Un couplage de jauge ambulatoire se produit si αχ SB se situe juste en dessous de la valeur du point fixe αIR, ce qui nécessite soit un grand nombre de doublets électrofaibles dans la représentation fondamentale du groupe de jauge, par exemple, soit quelques doublets dans les représentations TC de dimension supérieure. Dans ce dernier cas, les contraintes sur les représentations ETC impliquent généralement d'autres technifermions dans la représentation fondamentale également. Dans les deux cas, il existe des technipions πT avec une constante de décroissance {\displaystyle F\ll F_{EW}}. Cela implique que {\displaystyle \Lambda _{TC}\ll F_{EW}}, de sorte que les technivecteurs les plus légers accessibles au LHC – ρT, ωT, aT (avec IG JP C = 1+ 1−−, 0− 1−−, 1− 1++) – ont des masses bien inférieures au TeV. La classe des théories comportant de nombreux technifermions, et donc {\displaystyle F\ll F_{EW}}, est appelée technicolor à petite échelle.
Une deuxième conséquence du technicolor ambulant concerne les désintégrations des technihadrons de spin un. Étant donné que les masses des technihadrons {\displaystyle M_{\pi _{T}}^{2}\propto \langle {\bar {T}}T{\bar {T}}T\rangle _{M_{ETC}}} (voir l'équation (4)), la marche les augmente beaucoup plus que les autres masses des technihadrons. Ainsi, il est très probable que le MρT le plus léger < MρT < 2MπT et que les canaux de désintégration à deux et trois πT des technivecteurs légers soient fermés. Cela implique en outre que ces technivecteurs sont très étroits. Leurs canaux à deux corps les plus probables sont {\displaystyle \mathrm {W} _{\mathrm {L} }^{\pm ,0}\mathrm {\pi } _{T}}, WL WL, γ πT and γ WL. Le couplage des techniceveurs les plus légers à WL est proportionnel à F⁄FEW. Ainsi, tous leurs taux de désintégration sont supprimés par des puissances de {\displaystyle \left[{\frac {F}{F_{EW}}}\right]^{2}\ll 1} ou la constante de structure fine, donnant des largeurs totales de quelques GeV (pour ρT) à quelques dixièmes de GeV (pour ωT et T).
Une conséquence plus spéculative du technicolor ambulant est motivée par la considération de sa contribution au paramètre S. Comme indiqué précédemment, les hypothèses habituelles pour estimer le STC sont invalides dans une théorie de la marche. En particulier, les intégrales spectrales utilisées pour évaluer le STC ne peuvent être dominées uniquement par les valeurs les plus basses de ρT et aT. Si le STC doit être faible, les masses et les couplages à faible courant de ρT et aT pourraient être plus proches de l'égalité qu'ils ne le sont en QCD.
La phénoménologie du technicolor à petite échelle, incluant la possibilité d'un spectre à parité plus doublée, a été développée en un ensemble de règles et d'amplitudes de décroissance. L'annonce, en avril 2011, d'un excès de paires de jets produites en association avec un boson W mesuré au Tevatron a été interprétée par Eichten, Lane et Martin comme un signal possible du technipion du technicolor à petite échelle.
Le schéma général du technicolor à petite échelle n'a guère de sens si la limite de {\displaystyle M_{\rho _{T}}} est repoussée au-delà d'environ 700 GeV. Le LHC devrait pouvoir le découvrir ou l'exclure. Les recherches impliquant des désintégrations en technipions et donc en jets de quarks lourds sont entravées par le bruit de fond dû à la production de {\displaystyle {\bar {t}}t}  ; son taux est 100 fois supérieur à celui du Tevatron. Par conséquent, la découverte du technicolor à petite échelle au LHC repose sur des canaux d'état final entièrement leptoniques avec des rapports signal/bruit de fond favorables : {\displaystyle \rho _{T}^{\pm }\rightarrow W_{L}^{\pm }Z_{L}^{0}}, {\displaystyle a_{T}^{\pm }\rightarrow \gamma W_{L}^{\pm }} and {\displaystyle \omega _{T}\rightarrow \gamma Z_{L}^{0}}.

### Matière noire
Les théories du technicolor contiennent naturellement des candidats à la matière noire. Il est presque certain que des modèles peuvent être construits dans lesquels le technibaryon le plus bas, un état lié technicolor-singulet de technifermions, est suffisamment stable pour survivre à l'évolution de l'univers. Si la théorie du technicolor est à petite échelle ({\displaystyle F\ll F_{EW}}), la masse du baryon ne devrait pas dépasser 1 à 2 TeV. Sinon, il pourrait être beaucoup plus lourd. Le technibaryon doit être électriquement neutre et satisfaire aux contraintes sur son abondance. Étant donné les limites des sections efficaces matière noire-nucléon indépendantes du spin issues des expériences de recherche de matière noire ({\displaystyle \lesssim 10^{-42}\,\mathrm {cm} ^{2}} pour les masses d'intérêt), il se peut qu'il faille également qu'il soit électrofaiblement neutre (isospin faible T3 = 0). Ces considérations suggèrent que les « anciens » candidats à la matière noire technicolor pourraient être difficiles à produire au LHC.
Une autre classe de candidats à la matière noire technicolor, suffisamment clairs pour être accessibles au LHC, a été introduite par Francesco Sannino et ses collaborateurs. Ces états sont des pseudo-bosons de Goldstone possédant une charge globale qui les rend stables face à la désintégration.